# Peajes del Sund

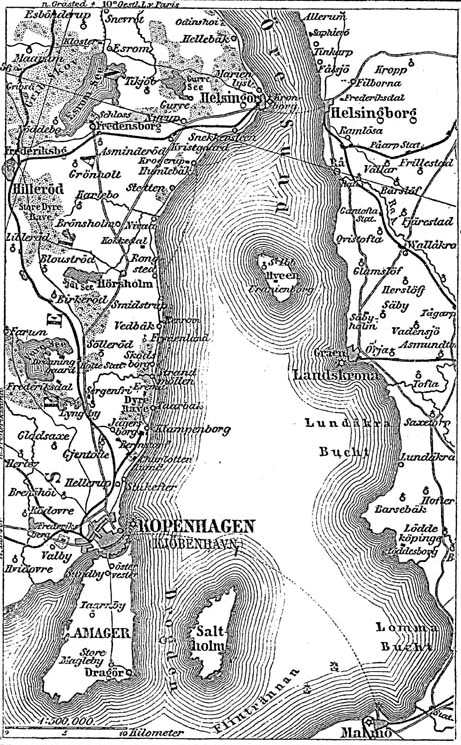
Mapa de la costa danesa (oeste) y sueca (este) en 1888.

Los peajes del Sund o peaje del estrecho  (en danés: Øresundstolden) fueron peajes cobrados por el cruce del  estrecho de Øresund y que fueron una de las principales fuentes de ingresos del reino de Dinamarca, llegando a suponer dos tercios de los ingresos estatales en los siglos XVI y XVII. Fueron introducidos por el rey Erico de Pomerania en 1426 y se mantuvieron en vigor hasta la Convención de Copenhague de 1857 (con excepciones, como la exención para los barcos hanseáticos tras la firma del Tratado de Vordingborg en 1435, o la de barcos suecos entre 1660 y 1712).

## Historia
Todo los barcos extranjeros que pasaban a través del estrecho, fuera su destino Dinamarca o no, tenían que parar en Helsingør y pagar un peaje a la corona danesa. Si un barco se negaba a parar, los cañones en Helsingør y Helsingborg podían abrir fuego y hundirlo.
Ya que estas imposiciones infringían el acuerdo de paz entre la entonces Unión de Kalmar y la Liga Hanseática, esta última declaró la guerra a Dinamarca en 1427, tras la cual las ciudades wendas quedaban exentas del pago del peaje.
En 1567, el peaje fue convertido en una tasa de un 1-2% del valor del cargo, triplicando los ingresos. Para evitar que los capitanes declararan cargos menores a la realidad, la corona danesa se reservó el derecho de comprar el cargo al precio del manifiesto presentado.
Para evitar que los barcos tomaran una ruta diferente, los peajes se cobraban también en los otros dos estrechos daneses: el Gran Belt y el Pequeño Belt. A veces se prohibió a los barcos no daneses usar dichas rutas.
Los peajes fueron la mayor fuente de ingresos de la corona danesa durante siglos, haciendo a los reyes daneses relativamente independientes de la aristocracia y su Consejo Privado. Aun así, los peajes fueron una fuente de conflicto con las naciones en el mar Báltico, especialmente Suecia. Suecia inicialmente había estado exenta de los peajes al ser parte de la Unión de Kalmar y formar una unión personal con Dinamarca. Aun así, después de la guerra de Kalmar y el tratado de Knäred de 1613, Dinamarca comenzó a cobrar peajes a los buques suecos o destinados a Suecia. La fricción por este motivo fue el casus belli oficial de la guerra de Torstenson en 1643.
En 1658, Dinamarca tuvo que ceder sus provincias al este del estrecho (Escania, Halland, Blekinge, Bohuslän y la isla de Ven) a Suecia como consecuencia de la Segunda Guerra Nórdica. Desde entonces, la recaudación del peaje fue más problemática aunque Dinamarca retuviera sus derechos. Los barcos suecos pasaron a estar exentos según el Tratado de Copenhague (1660) firmado el 27 de mayo de 1660. La exención fue rescindida después de la derrota sueca en la Gran Guerra del Norte y el subsiguiente Tratado de Frederiksborg de 1720, a pesar de que la orilla oriental del estrecho siguiera en manos suecas.

## Convención de Copenhague
La Convención de Copenhague, firmada el 14 de marzo de 1857, abolió los peajes en los estrechos daneses y el resto de aguas internacionales. Era cada vez más evidente que los peajes tenían un gran impacto en el comercio danés, a pesar de que supusiera un octavo de los ingresos estatales, y las naciones marítimas se estaban volviendo cada vez más hostiles a este tipo de imposiciones. En compensación por la abolición del impuesto, Dinamarca recibió un pago de 33.5 millones de rigsdalers del resto de firmantes de la Convención. Gran Bretaña pagó aproximadamente un tercio y Rusia otro tercio. Una convención similar entre Dinamarca y los Estados Unidos, firmada en Washington el mismo año dio a los barcos estadounidenses paso franco en perpetuidad a cambio de $393,000.